# Andrian Dushev
Andrian Dushev (n. 6 iunie 1970, Sofia, Republica Populară Bulgaria) este un caiacist ce a reprezentat Bulgaria, medaliat olimpic. A participat la o ediție a Jocurilor Olimpice (1996) în care a câștigat o medalie de bronz.

## Participări
Lista de mai jos prezintă principalele competiții la care a participat Andrian Dushev de-a lungul carierei.
- canoeing at the 1996 Summer Olympics – men's K-2 1000 metres[*]